# Lufthavnvegen
Lufthavnvegen är en norska motorväg i Ullensaker kommun, som förbinda E6 vid Jessheim med Oslo flygplats, Gardermoen.
Den utgör en viktig transportväg mellan Oslo och Oslo flygplats, Gardermoen.
Motorvägen börjar vid Kverndalenkrysset E6 där det finns en förbindelse mot Oslo och Trondheim och leds åt väster.
Den passerar rastplatsen Gardermoen OSL Centralområde och sedan avfart 2 Lundbykrysset, där det finns en förbindelse via E16 mot Hønefoss och Nannestad. Den passerar sedan avfart 3 Centralområde där det finns  parkeringsplatser för Oslo flygplats, Gardermoen.
Motorvägen fortsätter och slutar på Oslo flygplats, Gardermoen.
Vägen har en hastighetsgräns på 100 km/h.

## Trafikplatser
| \| \| Nr \| Namn \| Skyltning \| \| -------- \| -- \| ---------------------------- \| ----------------------- \| \| Motorväg \| \| \| \| \| \| 50 \| Kverndalkrysset \| E16 E6 Oslo, Trondheim \| \| \| \| Gardermoen OSL Sentralområde \| \| \| \| 2 \| Lundbykrysset \| E16 Hønefoss, Nannestad \| \| \| 3 \| Sentralområde P11 P1-P7 \| \| \| \| \| Oslo flygplats, Gardermoen \| \| 1. |    |                              |                         |
| | Nr | Namn                         | Skyltning               |
| Motorväg |    |                              |                         |
| | 50 | Kverndalkrysset              | E16 E6 Oslo, Trondheim  |
| |    | Gardermoen OSL Sentralområde |                         |
| | 2  | Lundbykrysset                | E16 Hønefoss, Nannestad |
| | 3  | Sentralområde P11 P1-P7      |                         |
| |    | Oslo flygplats, Gardermoen   | Flygplats               |